# Študlov u Vítějevsi
Študlov (deutsch Studlow) ist eine Gemeinde in Tschechien. Sie liegt neun Kilometer nordwestlich von Letovice und gehört zum Okres Svitavy.

## Geographie

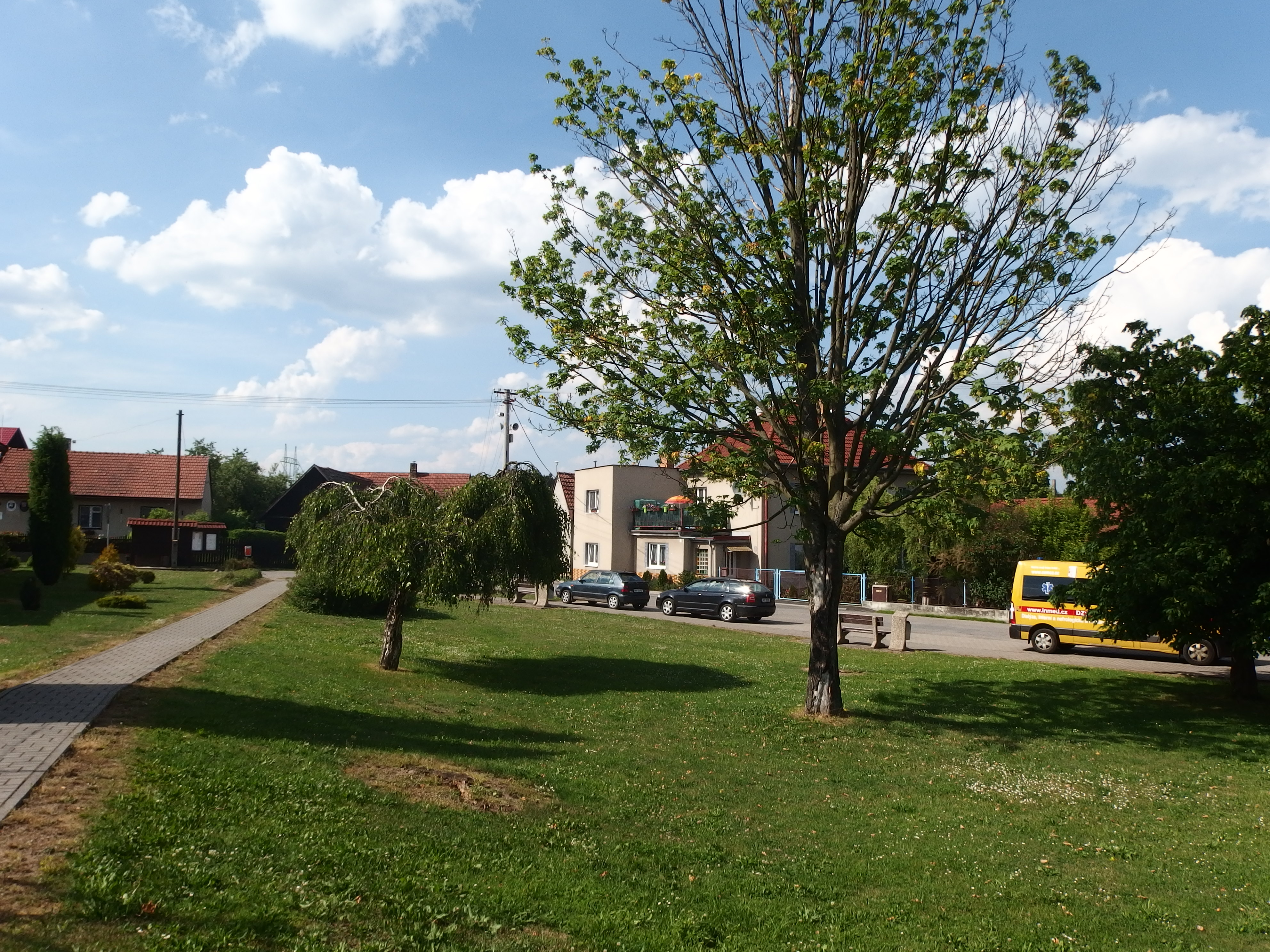
Park im Zentrum

Študlov befindet sich in der Svitavská pahorkatina auf einem Höhenzug zwischen den Tälern der Křetínka und Svitava. Im Nordosten erhebt sich der Padělky (533 m), nordwestlich der Šimkův kopec (536 m). Nördlich des Dorfes verlief die historische Landesgrenze Mährens zu Böhmen.
Nachbarorte sind Chrastavec im Norden, Půlpecen, Moravská Chrastová und Chrastová Lhota im Nordosten, Rozhraní und Bradlné im Osten, Vilémov, Stvolová und Vlkov im Südosten, Lazinov, Dolní Poříčí und Prostřední Poříčí im Süden, Horní Poříčí im Südwesten, Bohuňov im Westen sowie Vítějeves im Nordwesten.

## Geschichte
Die erste schriftliche Erwähnung des Dorfes erfolgte im Jahre 1629 als Teil der Herrschaft Křetín. Nach der Einrichtung der Lokalie in Bradlné wurde Študlov 1791 dorthin gepfarrt. Zugleich wurde Bradlné auch Schulort.
Nach der Aufhebung der Patrimonialherrschaften bildete Studlov ab 1850 einen Ortsteil der Gemeinde Bradlné in der Bezirkshauptmannschaft Boskovice. Im Jahre 1910 entstand die Gemeinde Studlov, seit 1923 führt sie den Namen Študlov. 1950 wurde die mährische Gemeinde dem böhmischen Okres Svitavy zugeordnet. Študlov besteht heute aus 74 Häusern, von denen 21 als Feriendomizile dienen.

## Gemeindegliederung
Für die Gemeinde Študlov sind keine Ortsteile ausgewiesen.

## Sehenswürdigkeiten
- Waldteich mit Seerosenbestand
- Teich Nebesák